# Центрально-пуэбланский науатль
Центрально-пуэбланский науатль (Central Puebla Aztec, Central Puebla Nahuatl, Náhuatl del Suroeste de Puebla, Southwestern Puebla Nahuatl, Xochiltepec-Huatlatlauca Nahuatl) — один из языков науа, на котором говорят в городах Атоятемпан, Тепатласко-де-Идальго, Точимилько, Уатлатаука, Уэуэтлан муниципалитета Теопантлан, около Молькахак и южнее города Пуэбла-де-Сарагоса, штата Пуэбла в Мексике.